# Hrvaško narodno gledališče v Mostarju
Hrvaško narodno gledališče v Mostarju (hrvaško Hrvatsko narodno kazalište u Mostaru; kratica: HNK Mostar) je hrvaško narodno gledališče v mestu Mostar v Bosni in Hercegovini. Velja za prvo profesionalno gledališče bosanskih Hrvatov. Ustanovljeno je bilo 22. septembra 1994. Gledališče ima trenutno 25 zaposlenih. Deluje v novozgrajenih prostorih Malega gledališkega odra. Polovično se financira iz proračuna Hercegovsko-neretvanske županije s finančnih sredstev za delo, preostalih 50 % pa mora gledališče zagotoviti prek sponzorjev, donatorjev ipd.